# The Black Parade
The Black Parade é o terceiro álbum de estúdio da banda de rock norte-americana My Chemical Romance. Lançado na Europa em 23 de outubro de 2006 e nos Estados Unidos em 24 de outubro de 2006, pela Reprise Records, foi produzido pela banda em parceria com Rob Cavallo, conhecido por ter produzido vários álbuns para o Goo Goo Dolls e Green Day. É um álbum de ópera rock e conceitual centrado em um personagem que está próximo da morte em razão do câncer conhecido como "O Paciente". O álbum conta a história de sua morte aparente, experiências no pós-vida e reflexões sobre sua vida. É o único álbum de estúdio da banda a contar com Bob Bryar na bateria antes de sua saída em 2010.
The Black Parade recebeu críticas geralmente favoráveis dos críticos, e a banda alcançou seu primeiro single número um no Reino Unido com "Welcome to the Black Parade". O álbum estreou em segundo lugar tanto na Billboard 200 quanto na UK Albums Chart e também é certificado como triplo platina nos Estados Unidos pela Recording Industry Association of America (RIAA) e no Reino Unido pela British Phonographic Industry (BPI), além de certificações de ouro na Argentina pela Câmara Argentina de Produtores de Fonogramas e Videogramas (CAPIF) e no Chile pela Federação Internacional da Indústria Fonográfica. The Black Parade recebeu o Platinum Europe Award da Federação Internacional da Indústria Fonográfica por um milhão de vendas na Europa. A edição limitada em caixa também rendeu ao My Chemical Romance uma indicação no Grammy Awards 2008. Quatro singles foram lançados do álbum: "Welcome to the Black Parade", "Famous Last Words", "I Don't Love You" e "Teenagers".
My Chemical Romance iniciou a The Black Parade World Tour em 22 de fevereiro de 2007, na Verizon Wireless Arena em Manchester, Nova Hampshire. A turnê incluiu 138 apresentações em todo o mundo, bem como vários festivais e shows mais curtos. A turnê foi a mais longa e abrangente internacionalmente que a banda fez como atração principal, com três pernas na América do Norte, duas na Europa e uma na Ásia, Oceania e América Latina.
A música "Dead!" aparece na versão do console de jogos Xbox 360 do jogo Guitar Hero II, e as três músicas "Teenagers", "Famous Last Words" e "This Is How I Disappear" estavam disponíveis como conteúdo para download. Até 2016, The Black Parade vendeu três milhões de cópias nos Estados Unidos e quatro milhões em todo o mundo. O álbum foi relançado como The Black Parade/Living with Ghosts em 23 de setembro de 2016, em celebração ao décimo aniversário do lançamento do álbum. Em 2020, a revista Rolling Stone classificou o álbum como o número 361 em sua lista atualizada de "500 Melhores Álbuns de Todos os Tempos".

## Música e temas líricos
The Black Parade é considerado um álbum de ópera rock, que é um álbum musical que conta uma narrativa, onde possui diversas canções unificadas que contam uma história. O personagem "The Patient" (O Paciente) morre, e a morte vem até ele na forma de um desfile. Baseado na ideia do vocalista Gerard Way, de que a morte aparece para uma pessoa na forma de suas lembranças mais queridas, neste caso, O Paciente viu a morte através de uma banda marcial, que o seu pai o levou para ver quando criança.
O álbum também criou o alter-ego da banda, The Black Parade. O My Chemical Romance se apresentou ao vivo usando trajes iguais aos usados no videoclipe da canção Welcome to The Black Parade até sua apresentação na Cidade do México em 7 de outubro de 2007. No palco, a banda usava uniformes de marcha pretos semelhantes aos usados pelos Beatles para o álbum Sgt. Pepper's Lonely Hearts Club Band (1967). A performance ao vivo era teatral, com Gerard assumindo o personagem de um membro do The Black Parade (O Desfile Negro). Seus maneirismos foram comparados à interpretação de Bob Geldof do personagem principal na adaptação cinematográfica de The Wall (1979) da banda Pink Floyd, à performance de David Bowie do Ziggy Stardust com a presença de palco de Freddie Mercury. Também são notadas semelhanças com Alice Cooper em seu período Welcome to My Nightmare. O vídeo de "Welcome to the Black Parade", dirigido por Samuel Bayer, retrata os eventos de toda a história, estrelando todos os personagens, incluindo Mother War, que está principalmente retratada na música "Mama".

Gerard citou as bandas como Queen e Pink Floyd como grandes influências no álbum. Foram observadas semelhanças entre a orquestração de guitarra em "Welcome to the Black Parade" e os arranjos do Queen. Além disso, The Wall do Pink Floyd, Sgt. Pepper's Lonely Hearts Club Band dos Beatles, A Night at the Opera (1975) do Queen e The Rise and Fall of Ziggy Stardust and the Spiders from Mars (1972) de David Bowie são apontados como grandes influências para o álbum, especialmente ao comparar a faixa de abertura do álbum, "The End.", com as primeiras faixas de The Wall, "In the Flesh?" e de Ziggy Stardust, "Five Years". Gerard também afirmou que uma de suas maiores influências foi o The Smashing Pumpkins, frequentemente dando crédito a eles por seus vídeos temáticos. "A intenção era criar algo clássico, algo atemporal", explicou o guitarrista Ray Toro.
"Algo que daqui a 20 ou 30 anos, os pais poderiam tocar para seus filhos e dizer, 'Isso é o que eu estava ouvindo quando tinha a sua idade. Olhe, ainda é legal.' Queríamos fazer um álbum que pudesse ser passado adiante por gerações. Há muita música agora que não transmite essa sensação."
O álbum também tem fortes influências do rock clássico dos anos 1970, glam rock, música pop, soft rock, arena rock, metal, hard rock e rock gótico. The Black Parade foi descrito como rock alternativo, emo, pop-punk, hard rock, punk rock, rock progressivo e post-hardcore.

Ao olhar para a criação do álbum, o guitarrista Frank Iero estava "indiferente às críticas da banda por este álbum decididamente 'fora do cenário scene'":
"Quando fizemos o Three Cheers For Sweet Revenge, não nos encaixamos," ele disse. "Havia um pouco menos de gritaria e um pouco mais de melodia, mas ainda éramos nós. Nunca foi uma questão de 'Não coloque aquela melodia nessa música porque faria os fãs de hardcore ficarem chateados,' Eu não me importo mais: Se eu tivesse que trabalhar no McDonald's pelo resto da minha vida para fazer shows e viajar em uma van em turnê? Eu já fiz. Farei de novo."

## Lançamento
Em 31 de julho de 2006, o lançamento de The Black Parade foi anunciado. Em agosto, a banda estava filmando um videoclipe em Los Angeles para "Famous Last Words". Durante as filmagens, Gerard Way rompeu os ligamentos do tornozelo e Bob Bryar sofreu queimaduras na perna. Bryar foi hospitalizado, resultando no cancelamento de dois shows. Em 25 de agosto, eles lançaram um vídeo de uma coletiva de imprensa pré-gravada, na qual revelaram vários detalhes sobre o álbum, como títulos de músicas e informações sobre a turnê. Em 31 de agosto, a banda se apresentou no pré-show do MTV Video Music Awards em Nova Iorque, estreando a então nova música "Welcome to the Black Parade" durante a apresentação. Dois dias depois, a música foi disponibilizada para streaming na conta do MySpace da banda. Em 12 de setembro, a arte e a lista de faixas do álbum foram reveladas. O videoclipe de "Welcome to the Black Parade" foi lançado em 28 de setembro. Em 21 de outubro, a banda foi a atração musical em um episódio do Saturday Night Live, onde apresentaram "Welcome to the Black Parade" e "Cancer".
The Black Parade foi disponibilizado para streaming em 19 de outubro e lançado pela Reprise Records em 23 de outubro na Europa, com a data oficial de lançamento em 24 de outubro. A banda realizou um show de lançamento de disco na Vintage Vinyl no estacionamento para celebrar o lançamento em 23 de outubro. Em março de 2007, a banda filmou outro videoclipe em Los Angeles, desta vez para a música "Teenagers".

## Versões
Várias edições especiais de The Black Parade foram lançadas. Uma delas apresenta texto branco em um fundo preto, e a segunda tem texto preto em um fundo branco. Uma terceira versão tem o livreto normal invertido, mostrando a imagem do desfile desenhada e pintada pelo artista de quadrinhos James Jean. Dentro do livreto, também há uma folha com as letras das músicas, uma foto da banda e personagens do álbum.
Uma edição limitada do álbum foi lançada ao mesmo tempo que o lançamento original. Ela possui a mesma lista de faixas que o lançamento original, mas é vendida em uma caixa envolta em material de veludo preto. Também inclui um livro de 64 páginas com arte conceitual de Gerard Way e notas de bastidores do álbum pela banda.
A versão de The Black Parade lançada no Japão contém conteúdo diferente das outras edições regulares. Ela possui 14 faixas, mas a 14ª faixa é a música "Heaven Help Us" (que foi lançada com a versão single de "Welcome to the Black Parade"), em vez da música "Blood". A versão japonesa também é um CD aprimorado e inclui o videoclipe de "Welcome to the Black Parade".
Em 11 de dezembro de 2007, The Black Parade foi lançado como um LP de vinil, uma novidade para a banda. Duas versões foram lançadas, uma edição regular e uma edição especial. Ambas contêm dois discos. O primeiro disco de ambas as edições tem faixas de um a quatro no lado A e cinco a sete no lado B. O segundo disco tem faixas de oito a dez no lado A e 11 a 13 no lado B. A edição especial inclui a faixa oculta "Blood"; a edição regular não inclui. A edição especial vem em uma caixa de capa com dois livros de 15 páginas. Foram produzidas 2.500 cópias da edição especial e 3.000 cópias da edição regular do vinil. Em 10 de fevereiro de 2015, o álbum foi relançado em vinil como um conjunto de dois LPs. O lado D do álbum inclui uma imagem gravada da capa da obra de arte.
No jogo de vídeo game Guitar Hero II (versão de Xbox 360), a música "Dead!" foi adicionada à lista de faixas do jogo antes da versão anterior do PlayStation 2, e as três músicas "Teenagers", "Famous Last Words" e "This Is How I Disappear" estão disponíveis para download.

## Aniversário de 10 anos e reedição especial
Em 20 de julho de 2016, a banda postou em suas páginas oficiais no Twitter e Facebook um vídeo com a introdução de piano de "Welcome to the Black Parade", encerrando com uma data enigmática, "9/23/16". O vídeo também foi publicado no canal do YouTube da banda com o título MCRX. Isso gerou inúmeros rumores e notícias sobre a possível reunião da banda até que foi revelado ser uma reedição de The Black Parade com demos inéditas. A reedição, intitulada The Black Parade/Living with Ghosts, inclui 11 demos e faixas ao vivo. Dois meses antes do lançamento, uma versão inicial de "Welcome to the Black Parade", intitulada "The Five of Us Are Dying", foi disponibilizada para streaming.

## Recepção da crítica
| Críticas profissionais | Críticas profissionais |
| Avaliações da crítica  | Avaliações da crítica  |
| Fonte                  | Avaliação              |
| ---------------------- | ---------------------- |
| AllMusic               | 4.5 de 5 estrelas.     |
| Blender                | [ 54 ]                 |
| Entertainment Weekly   | A−                     |
| The Guardian           | [ 56 ]                 |
| Los Angeles Times      | [ 57 ]                 |
| NME                    | 9/10                   |
| Q                      | [ 59 ]                 |
| Rolling Stone          | [ 60 ]                 |
| Spin                   | [ 61 ]                 |
| Uncut                  | [ 62 ]                 |

The Black Parade recebeu críticas geralmente favoráveis. No Metacritic, que atribui uma pontuação normalizada de 100 a avaliações de críticos profissionais, o álbum obteve uma média de 79, com base em 24 avaliações, indicando "críticas geralmente favoráveis". Dan Martin da NME comparou o álbum ao American Idiot do Green Day, afirmando que "é uma obra que desafia todas as preconcepções que você já teve sobre as pessoas que a fizeram." Tim Karan da Alternative Press chamou The Black Parade de "o cartão de visita de enorme intensidade de toda a essência do MCR". Ed Thompson da IGN escreveu: "The Black Parade é uma joia do rock and roll que celebra tudo o que foi exagerado na cena de rock dos anos 1970." David Fricke da Rolling Stone elogiou a sensação de rock clássico do álbum. A Entertainment Weekly afirmou que "Em seu terceiro álbum de estúdio, um esforço musical bombástico, o quinteto de Nova Jérsei combina o ópera rock do Queen com os tons mais escuros e sujos de seu passado screamo: Chame isso de uma Bro-hemian Rhapsody. Mesmo sem seu amplo conceito — um paciente com câncer morrendo busca vingança e redenção — Parade se destaca como um dos álbuns de rock mais coesos e envolventes de 2006." Robert Christgau deu ao álbum uma menção honrosa de duas estrelas, dizendo: "No prog, um bom senso de humor significa muito."
O álbum não ficou isento de críticas e foi mal avaliado pelo The Observer. Jamie Hodgson, do The Observer, deu uma estrela, afirmando que "...tem cheiro de uma banda tentou se elevar acima de seus status reais." Theon Weber, da Stylus, elogiou o uso de influências do Queen no álbum, mas resumiu o álbum como "...um álbum bobo de punk chiclete, com Queen lambendo suas bordas e faixas boas o suficiente para justificar os esporádicos festivais de gritos vazios."

## Elogios
The Black Parade recebeu várias homenagens e reconhecimentos:
- A revista Rolling Stone classificou o álbum como o 20º em sua lista "Top 50 Albums of 2006".[67]
- Foi nomeado o quinto melhor álbum de 2006 pela revista Spin.[68]
- A revista Wizard elogiou o álbum em sua edição "Best of 2006", declarando-o "um clássico instantâneo".
- A IGN o incluiu entre os melhores álbuns de rock da última década.[69]
- A Entertainment Weekly classificou o álbum como o terceiro melhor disco do ano, superado apenas por Gnarls Barkley e TV on the Radio.[8]
- Em 2011, a Kerrang! incluiu o álbum em sua lista "666 Albums You Must Hear Before You Die!", com uma pontuação de 5 "K"s, chamando-o de "álbum definidor de gênero".
- Foi incluído na lista de 101 Modern Classics da Rock Sound, ocupando o nono lugar.[70]
- Em abril de 2019, foi nomeado o melhor álbum lançado desde o lançamento da revista em março de 1999.[71]

| Publicação        | País | Elogio                                  | Ano  | Ranking |
| ----------------- | ---- | --------------------------------------- | ---- | ------- |
| Kerrang!          | UK   | The 50 Best Rock Albums Of The 2000s    | 2016 | 2       |
| NME               | UK   | NME's top 50 albums of 2006             | 2006 | 10      |
| Q                 | UK   | Q Magazine Recordings Of The Year       | 2006 | 32      |
| Rock Sound        | UK   | Top 75 Albums of the Year               | 2006 | 6       |
| Rock Sound        | UK   | The 250 Greatest Albums of Our Lifetime | 2019 | 1       |
| Rolling Stone     | US   | 50 Best Albums of 2006                  | 2006 | 20      |
| Rolling Stone     | US   | The 500 Greatest Albums of All Time     | 2020 | 361     |
| Spin              | US   | The 40 Best Albums of 2006              | 2006 | 5       |
| The Village Voice | US   | Pazz & Jop: 2006's Top 25 Albums        | 2006 | 17      |

## Performance comercial
The Black Parade estreou em segundo lugar nos Estados Unidos na Billboard 200, atrás de Hannah Montana (2006). Também estreou em segundo lugar no UK Albums Chart, atrás de Rudebox (2006) de Robbie Williams. Em sua primeira semana, o álbum vendeu 240.000 cópias, superando significativamente as 38.000 vendas na melhor semana do álbum anterior da banda, Three Cheers for Sweet Revenge (2004). A banda conquistou seu primeiro single número um no Reino Unido com "Welcome to the Black Parade".
O álbum estreou em terceiro lugar no Australian ARIA Albums Chart e foi certificado como platina após o envio de mais de 70.000 cópias. Estreou no topo das paradas na Nova Zelândia e foi certificado como platina lá, com envios de mais de 15.000 cópias. Em 2012, The Black Parade foi certificado como Platina pela Federação Internacional da Indústria Fonográfica (IFPI) por um milhão de vendas na Europa, e também foi certificado como Triplo Platina pela RIAA por vender mais de 1,1 milhão de cópias. Ele recebeu certificações de Ouro na Argentina (pela CAPIF) e no Chile (pela IFPI Chile). The Black Parade recebeu o Platinum Europe Award da Federação Internacional da Indústria Fonográfica por um milhão de vendas na Europa. A edição limitada em caixa também rendeu ao My Chemical Romance uma indicação ao Melhor Box/Edição Limitada Especial no 50º Grammy Awards em 2008. Até janeiro de 2018, o álbum havia vendido mais de três milhões de cópias nos Estados Unidos. "Welcome to the Black Parade", tornou-se o primeiro e único single do My Chemical Romance a chegar ao top 10 nos Estados Unidos.

## Tour Mundial The Black Parade

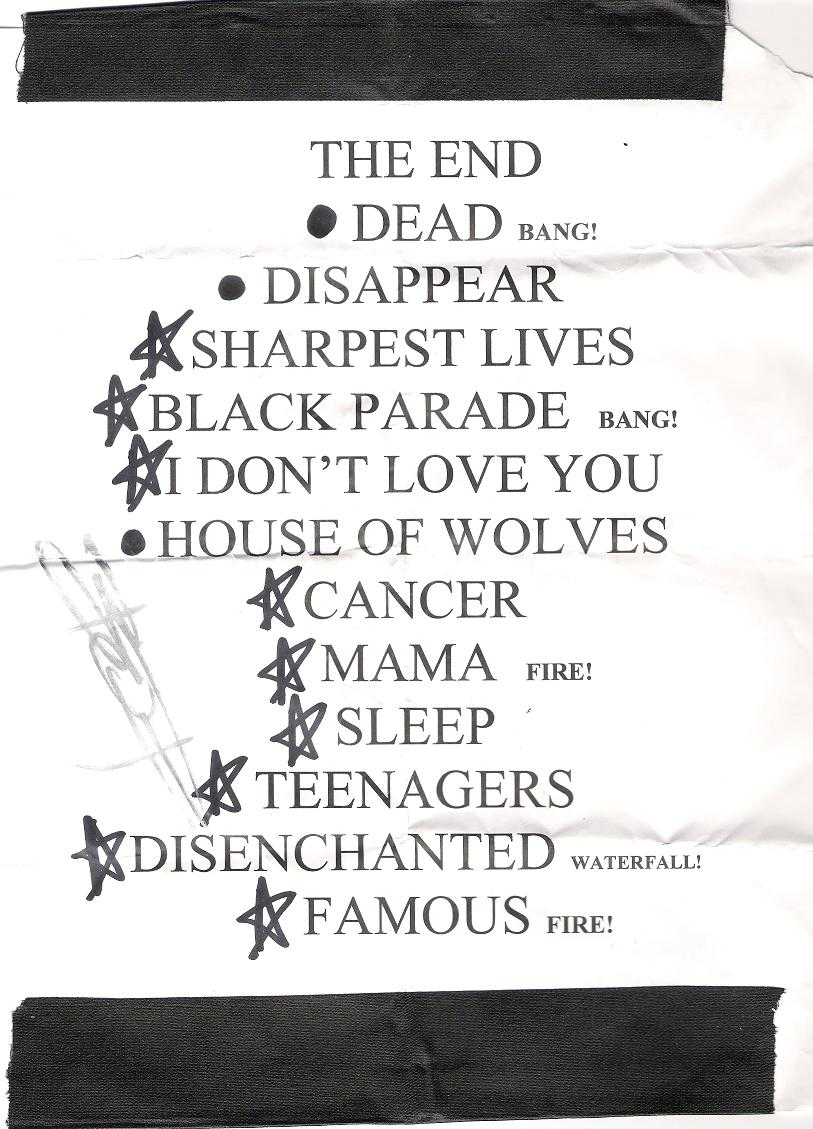
Track list da apresentação do My Chemical Romance como The Black Parade

O My Chemical Romance iniciou a The Black Parade World Tour em 22 de fevereiro de 2007, na Verizon Wireless Arena em Manchester, New Hampshire. A turnê incluiu 138 apresentações em todo o mundo, além de vários shows em festivais e shows condensados. Foi a turnê principal mais longa e internacionalmente abrangente que a banda fez, com três etapas na América do Norte, duas na Europa e uma na Ásia, Austrália e América Latina. Os shows no Palacio de los Deportes na Cidade do México, México, em 7 de outubro de 2007, e no Maxwell's em Hoboken, Nova Jérsia, em 24 de outubro de 2007, foram filmados para o DVD The Black Parade Is Dead!, que foi lançado em 1 de julho de 2008.
Ao longo dessa turnê, o My Chemical Romance se autodenominou The Black Parade na primeira parte de suas apresentações. Isso convenceu muitos espectadores de que The Black Parade era inicialmente uma banda de abertura separada. Durante a turnê, houve várias cancelamentos, e alguns membros tiveram que deixar a turnê por razões pessoais ou médicas. Seis shows foram cancelados de 29 de abril de 2007 a 4 de maio de 2007, após a banda e a equipe contraírem intoxicação alimentar. A banda Circa Survive teve que substituir o Muse, cujos membros também sofreram da mesma intoxicação. Em 11 de janeiro de 2007, Frank Iero deixou a turnê devido a uma doença não especificada. Ele foi substituído pelo guitarrista Todd Price, da ex banda Drive By. Mikey Way tirou um tempo para se casar e passar tempo com sua nova esposa, Alicia Simmons, sendo substituído pelo técnico de guitarra Matt Cortez de 18 de abril de 2007 a 4 de outubro de 2007. Bob Bryar sofreu lesões nos pulsos durante a turnê, o que levou ao cancelamento do show na Universidade do Maine em 27 de outubro de 2007. Bryar deixou a turnê em 9 de novembro de 2007, sendo substituído por um amigo da banda que preferiu permanecer anônimo. Após o show de 11 de novembro de 2007 em Newcastle, Frank Iero deixou a turnê para retornar para casa após saber sobre a doença de um membro da família. Ele foi substituído por Matt Cortez.

## Faixas
Todas as letras escritas por Gerard Way, todas as músicas compostas por My Chemical Romance.
| CD             |                                                                    |         |  |
| N.º            | Título                                                             | Duração |  |
| 1.             | "The End"                                                          | 1:53    |  |
| 2.             | "Dead!"                                                            | 3:16    |  |
| 3.             | "This is How I Disappear"                                          | 3:59    |  |
| 4.             | "The Sharpest Lives"                                               | 3:20    |  |
| 5.             | "Welcome to the Black Parade"                                      | 5:11    |  |
| 6.             | "I Don't Love You"                                                 | 3:58    |  |
| 7.             | "House of Wolves"                                                  | 3:04    |  |
| 8.             | "Cancer"                                                           | 2:22    |  |
| 9.             | "Mama" (com participação de Liza Minnelli)                         | 4:39    |  |
| 10.            | "Sleep"                                                            | 4:43    |  |
| 11.            | "Teenagers"                                                        | 2:39    |  |
| 12.            | "Disenchanted"                                                     | 4:55    |  |
| 13.            | "Famous Last Words"                                                | 4:59    |  |
| 14.            | "Blood" (hidden track, começa em 1:30; omitida na versão japonesa) | 2:53    |  |
| Duração total: | Duração total:                                                     | 51:53   |  |

| Versão japonesa |                                            |         |  |
| N.º             | Título                                     | Duração |  |
| 14.             | "Heaven Help Us"                           | 2:55    |  |
| 15.             | "Welcome to the Black Parade" (videoclipe) | 5:14    |  |
| Duração total:  | Duração total:                             | 56:27   |  |

| iTunes Deluxe Edition |                                                        |         |  |
| N.º                   | Título                                                 | Duração |  |
| 15.                   | "My Way Home is Through You"                           | 2:58    |  |
| 16.                   | "Kill All Your Friend"                                 | 4:28    |  |
| 17.                   | "Heaven Help Us"                                       | 2:55    |  |
| 18.                   | "Welcome to the Black Parade" (video)                  | 5:14    |  |
| 19.                   | "Teenagers" (video)                                    | 2:51    |  |
| 20.                   | "Famous Last Words" (video)                            | 4:21    |  |
| 21.                   | "My Chemical Romance Welcomes You to the Black Parade" | 39:28   |  |
| Duração total:        | Duração total:                                         | 133:26  |  |

| Living With Ghosts (edição bônus do aniversário de 10 anos) |                                                |         |  |
| N.º                                                         | Título                                         | Duração |  |
| 1.                                                          | "The Five of Us Are Dying" (rough mix)         | 3:49    |  |
| 2.                                                          | "Kill All Your Friends" (demo ao vivo)         | 4:22    |  |
| 3.                                                          | "Party at the End of the World" (demo ao vivo) | 2:47    |  |
| 4.                                                          | "Mama" (demo ao vivo)                          | 4:00    |  |
| 5.                                                          | "My Way Home Is Through You" (demo ao vivo)    | 2:45    |  |
| 6.                                                          | "Not That Kind of Girl" (demo ao vivo)         | 3:03    |  |
| 7.                                                          | "House of Wolves (version 1)" (demo ao vivo)   | 4:03    |  |
| 8.                                                          | "House of Wolves (version 2)" (demo ao vivo)   | 2:52    |  |
| 9.                                                          | "Emily" (rough mix)                            | 3:12    |  |
| 10.                                                         | "Disenchanted" (demo ao vivo)                  | 4:02    |  |
| 11.                                                         | "All the Angels" (demo ao vivo)                | 3:14    |  |
| Duração total:                                              | Duração total:                                 | 38:18   |  |

## Aparições das canções
- "Dead!" é incluída na versão para Xbox 360 de Guitar Hero II, e "Teenagers", "Famous Last Words" e "This Is How I Disappear" estão disponíveis para baixar.
- "Mama" foi usada em um comercial da série The Sopranos
- "House of Wolves" foi usada em um trailer para o filme Shoot 'em up
- "House of Wolves" é incluída em Project Gotham Racing 4
- "This Is How I Disappear" é incluída no jogo MLB 07: The Show
- "Teenagers" apareceu na ópera do Reino Unido "Hollyoaks"
- O vídeo de "Teenagers" foi tocado durante um episódio de Bionic Woman.
- A canção "Teenagers" é tocada e dançada em um comercial que foi ao ar em 2008 no Chile, da companhia telefônica Claro
- "Welcome to the Black Parade" aparece na ópera do Reino Unido, chamada "Hollyoaks"
- "Dead!" aparece na publicidade de Garbarino em CQC Argentina.
- "Blood" aparece num comercial da série True Blood no canal Mov
- "Teenagers" foi usada no filme Neverback Down

## Certificações
| País                  | Certificação | Vendas    |
| --------------------- | ------------ | --------- |
| United World Chart    | Platina      | 5 100 000 |
| Estados Unidos - RIAA | 2x Platina   | 1 216 549 |
| Reino Unido - BPI     | 2x Platina   | 600 000   |
| Brasil                | Platina      | 120 000   |
| Canadá - Music Canada | Platina      | 100 000   |
| Austrália - ARIA      | Platina      | 70 000    |
| Países Baixos         | Platina      | 70 000    |
| México - AMPROFON     | Ouro         | 50 000    |
| Suíça                 | Platina      | 30 000    |
| Nova Zelândia - RIANZ | Platina      | 15 000    |
| Chile                 | Ouro         | 7500      |

## Ficha técnica
My Chemical Romance
- Bob Bryar – bateria, percussão, produtor
- Frank Iero – guitarra, vocais de apoio, produtor
- Ray Toro – guitarra, violão, vocais de apoio, produtor; baixo em "Cancer"
- Gerard Way – vocais principais e de apoio, produtor
- Mikey Way – baixo (exceto em "Cancer"), produtor

Músicos adicionais
- David Campbell - arranjo de cordas e metais

- Rob Cavallo - piano acústico
- Cheech Iero - percussão adicional em "Welcome to the Black Parade"
- Linda Iero, Donald James & Donna Lee Way - vocais adicionais em "Mama"
- Liza Minnelli - vocais convidados em "Mama" como "Mother War"
- Jamie Muhoberac - teclado, sintetizador, órgão B3, Wurlitzer; piano em "Blood"